# Sergio Oliva
Sergio Oliva (* 4. Juli 1941 in Havanna, Kuba; † 12. November 2012 in Chicago, Vereinigte Staaten) war ein kubanischer Bodybuilder.

## Leben
Oliva wurde in Guanabacoa, einem Stadtteil der kubanischen Hauptstadt Havanna geboren. Dort betrieb er erfolgreich Gewichtheben und wurde vom kubanischen Gewichtheber-Verband im Jahr 1962 zu den Zentralamerika- und Karibikspielen nach Kingston/Jamaika entsandt. Während dieser Reise verließ er die kubanische Mannschaft und bat im US-amerikanischen Konsulat um politisches Asyl.
Zunächst lebte er in Miami, später siedelte er nach Chicago über. Zu dieser Zeit lebte er bescheiden von Reparaturarbeiten an Fernsehgeräten, trainierte aber weiter mit Gewichten. Im Jahr 1963 schloss er sich in Chicago dem „Duncan“-YMCA-Sportklub an und fand in Bob Gajda einen hervorragenden Gewichtheber-Trainer. Doch schon bald widmete er sich verstärkt dem Bodybuilding und konzentrierte sich ab 1965 ganz auf diese Sportart. Er startete zunächst für die AAU (Amateur Athletic Union) und wechselte danach zur IFBB (International Federation of Bodybuilding & Fitness). Ab Mitte der 1960er Jahre gewann er dreimal in Folge den Mr. Olympia. Erst mit Arnold Schwarzenegger, mit dem er sich einige Duelle lieferte, begann sein Erfolg zu schwinden. Im Jahr 1969 gewann er noch einmal den Mr. Olympia.
Gegen Ende seiner Karriere bestritt er Wettkämpfe der Verbände WABBA bzw. WBBG. Im Jahr 1984 feierte er mit 43 Jahren bei der IFBB ein Comeback und startete nach 12 Jahren Abstinenz wieder beim Mr. Olympia. Dort belegte er letztendlich den achten Platz. Als er im darauffolgenden Jahr wiederum Achter geworden war, zog er sich endgültig vom Wettkampfsport zurück.
Oliva arbeitete als Polizist in Chicago. Unter dem Pseudonym „Black Power“ spielte er in vier Filmen mit. Er starb am 12. November 2012 an Nierenversagen.

## Erfolge
- 1966 IFBB Mr. World
- 1967 IFBB Mr. Universum
- 1967 IFBB Mr. Olympia
- 1968 IFBB Mr. Olympia
- 1969 IFBB Mr. Olympia
- 1973 IFBB Mr. International